# Simon Gustafson
Nezaměňovat se švédským plochodrážním jezdcem podobného jména Simon Gustafsson.
Simon Gustafson (* 11. ledna 1995, Švédsko) je švédský fotbalový záložník a reprezentant, který v současné době hraje v klubu BK Häcken.

## Klubová kariéra
Gustafson hrál ve Švédsku za kluby Fässbergs IF a BK Häcken. Aktuálně kmenovým hráče Feyenoord Rotterdam, v sezóně 2017/2018 na hostování v Roda Kerkrade.

## Reprezentační kariéra
Simon Gustafson nastupoval za švédské mládežnické reprezentace U19 a U21.
Trenér Håkan Ericson jej nominoval na Mistrovství Evropy hráčů do 21 let 2015 konané v Praze, Olomouci a Uherském Hradišti, kde získal se švédským týmem zlaté medaile.
V A-mužstvu Švédska debutoval 15. ledna 2015 v přátelském utkání v Abú Dhabí proti týmu Pobřeží slonoviny (výhra 2:0).